# (6133) 1990 RC3
(6133) 1990 RC3 (1990 RC3, 1978 NG2, 1986 PO6) — астероїд головного поясу, відкритий 14 вересня 1990 року.
Тіссеранів параметр щодо Юпітера — 3,459.